# Perissocope litoralis
Perissocope litoralis är en kräftdjursart som beskrevs av Lang 1935. Perissocope litoralis ingår i släktet Perissocope och familjen Harpacticidae. Inga underarter finns listade i Catalogue of Life.